# Ogíjares
Ogíjares là một đô thị trong tỉnh Granada, Tây Ban Nha. Theo điều tra dân số 2005 (INE), đô thị này có dân số là 11877 người.